# Aldisa tara
Aldisa tara är en snäckart som beskrevs av Sandra V. Millen 1984. Aldisa tara ingår i släktet Aldisa och familjen Aldisidae. Inga underarter finns listade i Catalogue of Life.